# 2014年7月

## 7月1日
商業經濟
- 美国司法部宣布对法国巴黎银行处以90亿美元的罚款，以惩罚其违反禁令而与古巴、伊朗和苏丹共和国从事交易。[1]

政治
- 日本内阁总理大臣安倍晋三召开临时内阁会议，透过修改宪法解释以解禁集体自卫权来赋予自卫队更多权限。[2]
- 香港發起七一大遊行。發起遊行的團體聲稱有51萬人參加遊行。[3]

## 7月2日
灾害事故
- 一架運輸機在肯雅首都奈洛比撞上一棟商用樓宇後解體墜毀，四人罹難。[4]

時政
- 委内瑞拉总统马杜罗宣布全面恢复与巴拿马外交关系。[5]
- 前法國總統薩爾科齊涉嫌行賄法官，被正式调查。[6]
- 七一大遊行過後有多名人士於香港中環地區靜坐抗議。警方其後驅散靜坐人士，並遞捕511人。[7]

## 7月3日
國際外交
- 中共中央總書記、中國國家主席習近平出訪南韓，與大韓民國總統朴槿惠會面。[8]

商業經濟
- 德國國會通過國家史上首條最低工資法案。把最低工資設定為每小時8.5歐羅。[9]

## 7月4日
法律罪案
- 因涉嫌12项在1968年至1986年性侵女性未成年人的指控，伦敦南华克刑事法庭判处澳大利亚艺人罗尔夫·哈里斯5年9个月有期徒刑。哈里斯在2017年服刑过半后才有资格被释放。[10]
- 一名20岁男子6月28日在新奥尔良波旁街开枪射杀一名途人，被警方拘捕。[11]

商業經濟
- 玻利维亚国会通過一项允许10岁兒童自僱工作的新法律。[12]

## 7月5日
武裝衝突
- 烏克蘭政府軍收復東部顿涅茨克州城市斯拉维扬斯克。[13]

体育快讯
- 2014年环法自行车赛在英国利兹正式开赛，7月27日抵达终点巴黎。[14]

## 7月8日
体育快讯
- 2014世界杯德国对阵巴西队的半决赛中，36岁的德国球员米罗斯拉夫·克洛泽打入世界杯个人累计第16粒进球，成为世界杯历史第一射手。[15]

## 7月9日
選舉
- 2014年印度尼西亞總統選舉進行投票。[16]

## 7月11日
武装冲突
- 保护边缘行动
  - 在哈马斯针对以色列南部地区发射火箭后，以色列国防军向哈马斯所控制的加沙地带与重要地区展开攻击行动。

## 7月12日
体育快讯
- 2014年世界杯足球赛
  - 荷兰在2014年世界杯足球赛三、四名决赛中，以3-0击败巴西。

## 7月13日
國際外交
- 日本防衞省称朝鲜已向日本海发射两枚弹道导弹。

## 7月14日
武裝衝突
- 保护边缘行动
  - 埃及向以色列和哈馬斯提出停火協議。以色列同意停止發動空襲，但哈馬斯代表聲稱他們不會同意停火。[17]

政治
- 英國外相夏偉林向首相卡梅倫請辭，改為代替凌士禮出任下議院領袖，並在下屆英國大選時退休。[18]

## 7月15日
武裝衝突
- 保护边缘行动
  - 埃及提出的停火協議全面崩潰。以色列再次向加沙地帶發動攻擊。[19]

時政
- 英國首相卡梅倫大規模改組內閣。外相由原任國防大臣的夏文達擔任。原教育大臣高文浩改任黨鞭，並有多名初級內閣部長被晉升為內閣大臣。[20]

體育
- 2014年世界杯
  - 贏得冠軍的德國國家足球隊返回德國。受到民眾熱烈歡迎。[21]

災害事故
- 2014年莫斯科地铁脱轨事故
  - 莫斯科地铁一辆列车发生脱轨事故，23人死，160人伤。

## 7月16日
武裝衝突
- 荷蘭一個法庭裁定荷蘭政府要為1995年斯雷布雷尼察大屠殺負上部分責任，並要向屠殺中罹難者的家屬作出賠償。[22]

時政
- 中國共產黨中央紀律檢查委員會宣布，雲南昆明市委書記張田欣、青海西寧市委書記毛小兵和江西省委秘書長趙智勇均被開除出黨。[23]

商業經濟
- 21世紀霍士公司向時代華納集團提出收購。收購金額預料是800億美元。收購計劃已經被時代華納拒絕。[24]
- 香港港鐵公司與飽受批評的執行董事韋達誠達成協議，讓原本於2015年八月離任的韋達誠提早於本年八月離任。[25]
- 有消息指，微軟快將進行公司史上最大規模的裁員行動。[26]

## 7月17日
災難事故
- 马来西亚航空17号班机空难
  - 载有283名乘客和15名机组的马来西亚航空17号班机於乌克兰边境遭击落。[27]
  - 俄羅斯媒體報道，機上乘客和機組人員全部罹難。[28]
  - 有烏克蘭親俄武裝分子報道指，客機可能被武裝分子錯誤擊落。[29]
  - 俄羅斯總統普京譴責烏克蘭當局，聲稱烏國要為空難負責。[30]
  - 烏克蘭總統彼得·波羅申科形容是次空難為「恐怖攻擊」。同時，有多家航空公司宣布其客機將會避免飛越烏克蘭東部。[31]
  - 美國聯邦航空總署宣布，美國多家航空公司已經自發性同意，使用不越過烏克蘭接壤俄羅斯邊境的航線。[32]
- 法國一架TGV高速列車於當吉恩鎮附近與一架省際列車相撞，至少25人受傷。[33]
- 美國華盛頓州90號州際公路發生嚴重交通意外，涉及21架汽車。[34]

武裝衝突
- 保護邊緣行動
  - 以色列軍隊宣布停火於當地時間上午10時起，停火5小時，給予加沙走廊居民購買日用品的機會。5小時過後，以色列軍隊再次開火。[35]
  - 以色列政府於當地晚上時間宣布已經派遣軍隊，向加沙走廊展開地面攻勢。[36]

時政
- 澳洲國會參議院通過廢除自2012年開始徵收的碳排放稅。[37]

商業經濟
- 微軟宣布，將於未來一年裁退1萬8千個員工，等於公司員工團隊大約14%。[38]
- 美國股市和商品市場因為馬航17號班機空難而出現大幅波動。美國道瓊斯工業平均指數錄得161點跌幅。同時，航空股亦錄得跌幅。[39]

## 7月18日
自然灾害
- 2014年太平洋台风季
  - 超强台风威马逊吹袭菲律宾造成至少54人死亡后，移向中国南部省份广东省和海南省。[40]

## 7月19日
武装冲突
- 法国总统弗朗索瓦·奥朗德宣布将于同年8月1日在萨赫勒启动巴尔赫内行动。[41]

法律
- 美國佛羅里達州一家聯邦法院宣判，菸草公司RJR必須向該州一個因為吸菸而病逝的遺孀發放236億美元賠金。[42]

## 7月20日
自然災害
- 马来西亚航空17号班机空难
  - 武装分子将马来西亚航空17号班机196具遇难者遗体送往秘密地点。[43]

## 7月21日
災難事故
- 世越號沉沒事故
  - 大韓民國警方宣佈，被當地司法人員通緝的清海鎮海運東主俞炳彥已經死亡。屍首於近日被發現。[44]

軍事
- 美國媒體報道，中國解放軍海軍派遣間諜船前往夏威夷附近的國際水域，監測美國、中國與國際22個國家有份參與的海軍演習。[45]

法律
- 上海福喜提供过期原料事件 
  - 中國食品安全人員查封福喜食品的工場，懷疑工場把有問題的肉類加工，然後提供給多家快餐連鎖店。[46]
  - 香港麥當勞發言人表示，當地的麥當勞連鎖店並沒有使用福喜食品生產的原材料。[47]

## 7月22日
選舉
- 印尼總統大選
  - 根據官方結果，佐科·維多多以53.15%的選票勝出。[48]

法律
- 上海福喜提供过期原料事件
  - 香港食物安全部門公佈，香港的麥當勞連鎖店確有使用福喜食品的原材料。這與當地麥當勞日前發表的聲明有所出入。[49]

## 7月23日
灾难事故
- 復興航空222號班機空難
  - 2014年7月23日下午19時（UTC+8），復興航空222號班機在由臺灣高雄國際機場飛往澎湖馬公機場航線時，因麥德姆颱風風雨過大造成飛機降落不順利，駕駛員重飛失敗，於澎湖縣湖西鄉西溪村墜落，起火燃燒，造成機組人員及乘客48人死亡，10人重傷。另波及11棟民宅，民眾5人輕傷。[50]

選舉
- 印尼總統大選
  - 於大選中落敗的普拉博沃·蘇比安托宣布，因為大選出現舞弊，他將會入稟法院，嘗試把大選結果推翻。[51]

体育快讯
- 2014年英联邦运动会开幕典礼
  - 第20届英联邦运动会于苏格兰格拉斯哥开幕，英女王伊丽莎白二世宣布赛事开幕。[52]

## 7月24日
災難事故
- 阿爾及利亞航空AH5017号航班在馬里北部坠毁。[53]

時政
- 伊拉克國會選出福阿德·马苏姆為新任總統。[54]
- 大韓民國政府宣佈第二輪，共約400億美元的振興經濟措施。[55]

武裝衝突
- 保護邊緣行動
  - 一家位於加沙走廊，由聯合國營運的學校被以色列炮彈擊中。至少15人死亡。[56]

## 7月25日
健康资讯
- 2014年西非埃博拉病毒疫情
  - 一名利比里亚官员因患上埃博拉病毒死于拉各斯，尼日利亚当局宣布全国进入紧急状态，各入境口岸增派人手，加强疫情监测。[57]

科技快讯
- 由于维基百科遭到持续性的破坏，管理员决定禁止美国国会众议院IP编辑页面10天。[58]

## 7月27日
武装冲突
- 保护边缘行动
  - 以色列当局将26日开始的停火，延长至27日早上。[59]

## 7月28日
骚乱
- 莎车县暴恐袭击案
  - 2014年7月28日发生在新疆维吾尔自治区喀什地区莎车县的一起暴恐案件，具体伤亡人数仍然不明。[60]喀什地区通信中断。喀什市区也显示有骚乱迹象，艾提尕尔清真寺的伊玛目——大毛拉阿吉居玛·塔伊尔在7月30号清晨礼拜后遭刺杀身亡。[61]

## 7月29日
政治
- 周永康案
  - 中共中央決定对前中共中央政治局常委周永康严重违纪问题进行立案審查。[62]

## 7月31日
災害事故
- 臺灣高雄市苓雅區、前鎮區凱旋三路、三多路一帶清晨發生瓦斯氣爆事故，造成至少28死287傷。[63][64][65]